# Vincent M. Ferrara
Vincent M. Ferrara (Boston, 1949) è un mafioso statunitense, di origini italiane.
Conosciuto come "The Animal" (l'animale), fu un affiliato della famiglia Patriarca di Boston.

## Biografia
Il 22 marzo 1990, Ferrara fu accusato di racket e altre accuse correlate insieme ad altri sei membri a lui collegati e ad un affiliato della famiglia Patriarca.
In dettaglio: lui, Raymond J. Patriarca, J.R. Russo, Robert Carrozza, Dennis Lepore, Carmen Tortora, Pasquale Barone e Angelo Mercurio, sono stati accusati di violvare la legge RICO.
Il 12 aprile 2005 dopo 16 anni di prigione viene rilasciato.